# Epifonema
L'epifonema (dal greco epiphoneîn, «esclamare») è una figura retorica di pensiero che consiste nel riassumere un senso ben determinato del discorso con una frase enfatica e solenne posizionata generalmente alla fine del testo, ma può stare anche all'inizio. Nella Istituzione oratoria (VIII, 5, 11) Quintiliano raccomanda di collocare l'epifonema alla fine del discorso.
Gli epifonemi hanno generalmente valore didattico e sono espressi in forma esclamativa; fanno eccezione e rarità quelli in forma dubitativa o interrogativa.
L'epifonema è un tipo di epifrasi, che è l'aggiunta semplice di una proposizione o di un complemento al testo, potendosi collocare non solo all'inizio o alla fine, ma anche all'interno del periodo linguistico.
Per estensione, si può chiamare "epifonema" qualsiasi espressione che riassuma il contenuto di un testo più ampio.
È anche un altro nome (oggi poco usato) con il quale si indica l'aforisma.
In Victor Hugo: (...) monello parigino, epifonema profondo di cui il volgo ride senza capirlo.
Esempi:
tantaene animis caelestibus irae?
(Virgilio, Eneide)
Amor, ch’a nullo amato amar perdona
(Dante, Inferno, V, 103).
Noi andavam con li dieci demoni.
Ahi fiera compagnia! Ma nella chiesa
coi Santi, e in taverna co' ghiottoni.
(Dante, Inferno, XXII, 13-15)
È funesto a chi nasce il dì natale.
(Leopardi, Canto notturno di un pastore errante dell'Asia)